# 太平洋の女王

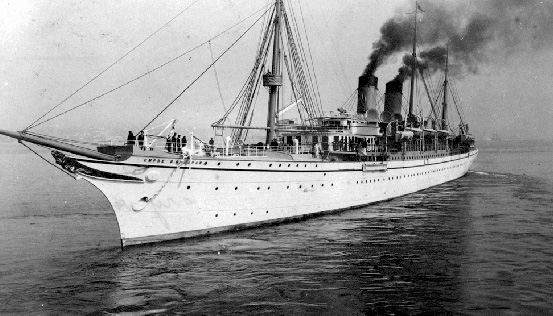
カナダ太平洋汽船の「エンプレス・オブ・ジャパン」

太平洋の女王（たいへいようのじょおう）またはクイーン・オブ・ザ・パシフィック(Queen of the Pacific)は、太平洋に関する船や土地につけられた名前または愛称である。

## 船名

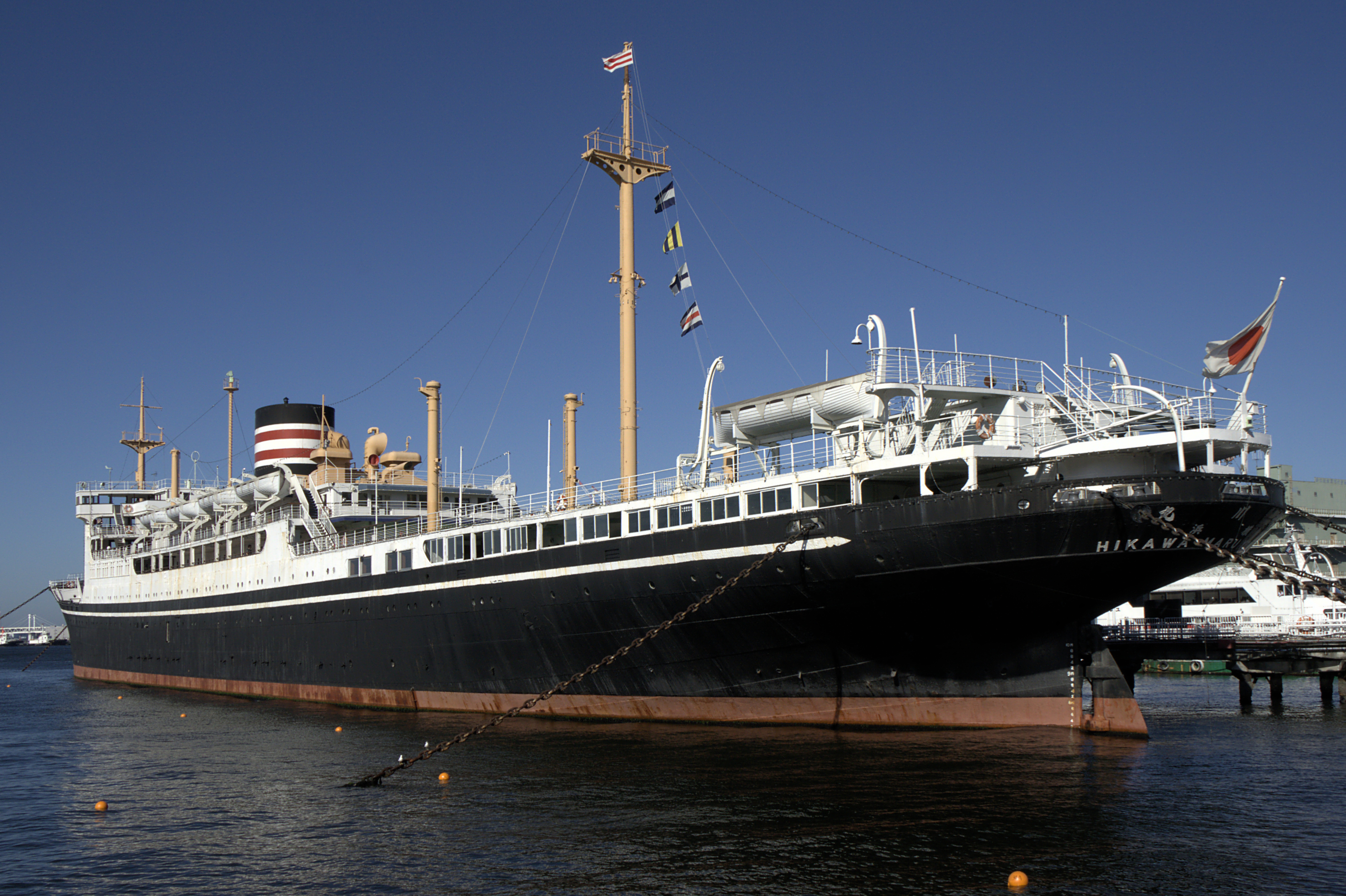
日本郵船の「氷川丸」

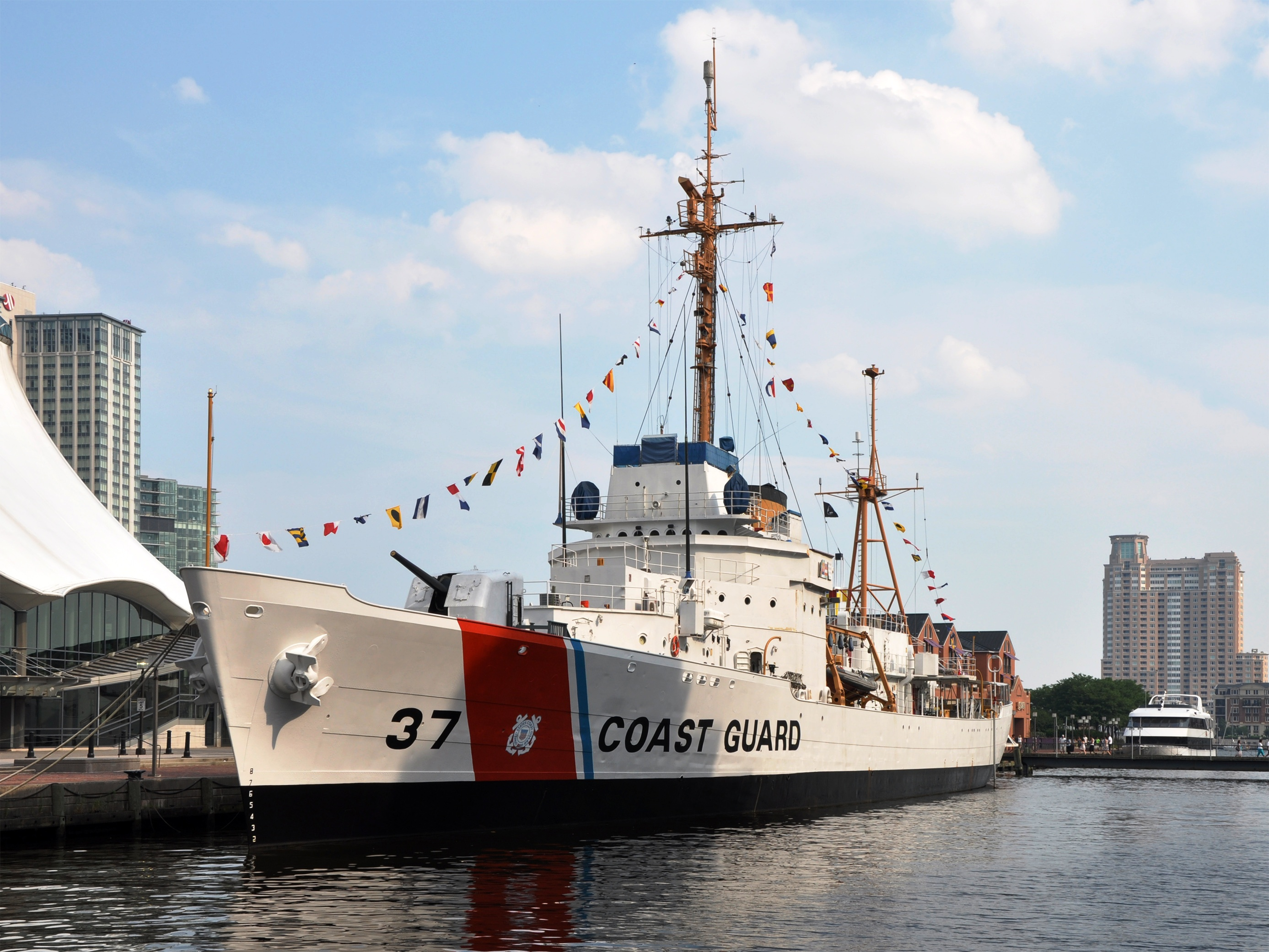
アメリカ沿岸警備隊の「トーニ」

- 高速クリッパー帆船の最盛期の1852年、アメリカ合衆国メイン州ペンブローク（英語版）でクリッパー「クイーン・オブ・ザ・パシフィック」が進水した[1]。
- 1857年、2,801トンの木造船体の外輪蒸気船「クイーン・オブ・ザ・パシフィック」が建造され、サンフランシスコ－ニカラグア間航路に就航した。1859年に大西洋航路に就航するために「オーシャン・クイーン」に改称された[2]。
- 1888年、当時ポート・ハーフォード（後にポート・サンルイスと改名）と呼ばれていた場所で「クイーン・オブ・ザ・パシフィック」という船が遭難し、カリフォルニア州サンルイスオビスポ郡はポート・サンルイス灯台（英語版）を設置した。アメリカ最高裁判所は1901年に、その船の貨物の損害賠償責任について判決を下した[3]。
- 「レイナ・デ・パシフィコ（英語版）」(Reina del Pacifico)はスペイン語で「太平洋の女王」を意味し、1930年に建造されたイギリスの17,702トンのパシフィック汽船会社の定期船の名前である。当時、「レイナ・デ・パシフィコ」は南米の西海岸に就航していた最大の外洋定期船であった[4]。

## 船の愛称
- 1891年、カナダ太平洋汽船（英語版）が5,905トンの蒸気外洋定期船「エンプレス・オブ・ジャパン（英語版）」を太平洋横断航路に就航させた際、「太平洋の女王」として歓迎された[5]。
- 「氷川丸」は、1929年に建造された11,602トンの日本郵船の客船で、乗客から「太平洋の女王」の愛称で親しまれてきた。第二次世界大戦を生き伸びた日本の外航旅客船2隻のうちの1隻で、1960年に退役し、1961年から横浜市中区の山下公園に常設停泊している[6]。なお、同時代の日本郵船の貨客船「浅間丸」もまた「太平洋の女王」の愛称で呼ばれた。
- アメリカ沿岸警備隊のカッター「トーニ（英語版）」は、1960年代後半から1970年代初頭にかけて太平洋地域司令官の非公式旗艦として使用されていた間、「太平洋の女王」の愛称で呼ばれていた[7]。

## 場所

### 国
- フィリピン: アンドレ・ドゥ・ラ・ヴァール（英語版）監督の1938年のドキュメンタリー映画「太平洋の女王マニラ」に登場する。

### 州
- カリフォルニア州: ウィリアム・スワードが1850年にアメリカ合衆国上院で行った演説の中で、この州のことを「金が散りばめられた自由の衣を着た若々しい太平洋の女王」と表現した[8]。

### 島
- タヒチ島: ジュール・ヴェルヌの『海底二万リーグ』やフランシス・オルムステッド（英語版）の『捕鯨航海の事件』で「太平洋の女王」と呼ばれている[9]。

### 都市
- アカプルコ[10]
- ホノルル[11]
- パナマ歴史地区 - ヘンリー・モーガンにより襲撃されるまでは「太平洋の女王」と呼ばれていた[12]。
- サンフランシスコ[13]

## 人物
- サンドラ・アビラ・ベルトラン（英語版） - メキシコの麻薬カルテルのリーダー[14]